# 2016 en Nouvelle-Écosse
Chronologie de la Nouvelle-Écosse
- 2012
- 2013
- 2014
- 2015
- 2016
- 2017
- 2018
- 2019
- 2020

Cette page concerne des événements d'actualité qui se sont produits durant l'année 2016 dans la province canadienne de la Nouvelle-Écosse.

## Politique
- Premier ministre : Stephen McNeil (Parti libéral)
- Chef de l'opposition : Jamie Baillie (en) (Association progressiste-conservateur)
- Lieutenant-gouverneur : John James Grant
- Législature : 62e (en)

## Décès
- 11 janvier - Robert Coates (en) - homme politique
- 15 janvier - Daniel Joseph Bohan - archevêque de Régina